# Conseil international des infirmières
Pour les articles homonymes, voir CII.
Le Conseil international des infirmières (CII), fondé en 1899, est une ONG fédérant des associations nationales d’infirmiers et infirmières.
Il représente le personnel infirmier de plus de 128 pays.
Son siège est basé à Genève en Suisse.
Il est géré par des infirmiers et infirmières, et œuvre dans différents buts :
- Promouvoir et garantir des soins infirmiers de qualité pour tous,
- Garantir de solides politiques de santé,
- Œuvrer pour l’amélioration de la formation des infirmiers et infirmières, afin qu'ils soient compétents et satisfaits,
- Œuvrer pour une profession reconnue et respectée.

Le Code de l’infirmière du CII est le fondement universel d’une pratique éthique des soins infirmiers.
Les normes, directives et politiques du CII pour la pratique infirmière, la formation, la gestion, la recherche et les conditions d’emploi et de travail sont acceptées partout comme base aux politiques des soins infirmiers.

## Présentation
Promouvoir les soins infirmiers.
Le Conseil international des infirmières (CII) est une fédération d’associations nationales d’infirmières, représentant les infirmières de plus de 128 pays. Fondé en 1899, le CII est la première et la plus importante organisation internationale regroupant des professionnels de la santé.  Géré par des infirmières pour des infirmières, il œuvre dans le but de garantir des soins infirmiers de qualité pour tous, de solides politiques de santé partout, l’amélioration de la formation, ainsi que l’existence au niveau international d’une profession infirmière respectée et d’un personnel compétent et satisfait.
Le Code de l’infirmière du CII est le fondement universel d’une pratique éthique des soins infirmiers.  Les normes, directives et politiques du CII pour la pratique infirmière, la formation, la gestion, la recherche et les conditions d’emploi et de travail sont acceptées partout comme base aux politiques des soins infirmiers.
Le CII promeut les soins infirmiers, les infirmières et la santé grâce à ses politiques, ses partenariats, ses plaidoyers, son leadership reconnu, ses réseaux, ses congrès et projets spéciaux et par son travail particulièrement soutenu dans des domaines comme :
- La pratique des soins infirmiers : classification internationale de la pratique en soins infirmiers (CIPSI), infirmières cliniciennes (entrepreneuriat), soins infirmiers et VIH/SIDA, santé des femmes, soins de santé primaires.
- La réglementation des soins infirmiers : formation continue, éthique et droits de l’homme, accréditation.
- Les conditions d’emploi et de travail des infirmières : santé et sécurité au travail, rémunération, planification des ressources humaines, développement de carrière.

Les partenariats et les alliances stratégiques que le CII noue avec des organisations gouvernementales et non-gouvernementales, des fondations, des groupes régionaux, des associations nationales d’infirmières et des individus, l’aident à promouvoir les soins infirmiers partout dans le monde.
Objectifs principaux et valeurs du CII.  
Deux objectifs principaux et cinq valeurs essentielles sous-tendent et motivent toutes les activités du CII. Le premier objectif veut influencer la santé et les soins infirmiers au niveau mondial et le deuxième consiste à renforcer les associations nationales d’infirmières.
Les cinq valeurs essentielles sont : le leadership de vision, l’inclusion, la flexibilité, le partenariat et l’accomplissement.
Le CII a son siège à Genève, Suisse. Toutes les informations sur son organisation, ses publications et ses activités sont consultables sur le site internet du CII.
En 2020, il promeut la Pratique infirmière avancée, c'est-à-dire l'extension des champs de compétences pour les infirmières expérimentées